# Часовня-усыпальница Павла Равы
Часовня-усыпальница Павла Равы — католическая часовня на Кальварийском кладбище в Минске, расположенная слева от Костёла Воздвижения Святого Креста, рядом с модерновой часовней. Возведена в 1855 году для упокоения архиепископа Павла Равы, о чем свидетельствует металлическая мемориальная доска над входом.

## Архитектура

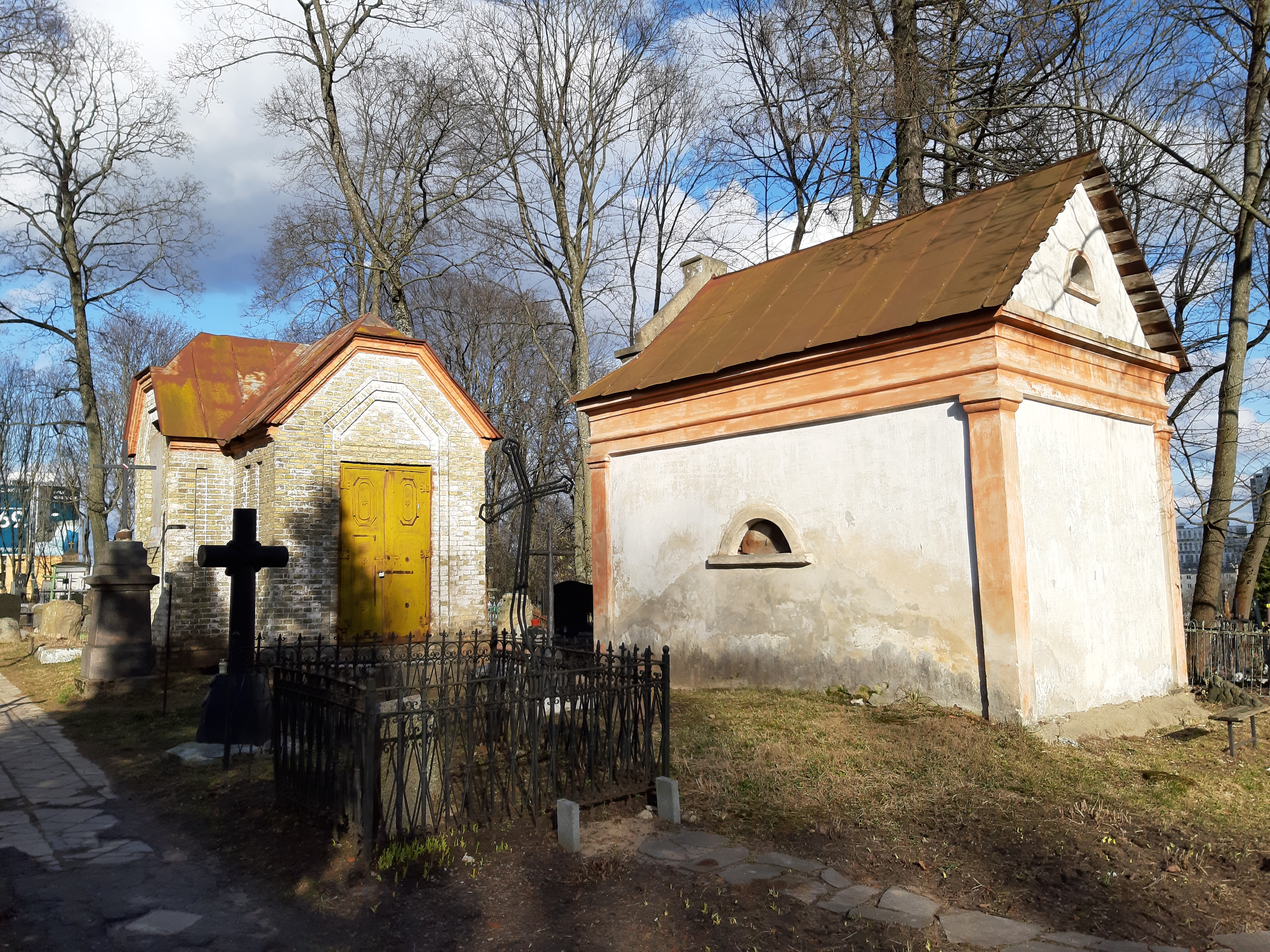
Рядом с модерновой часовней

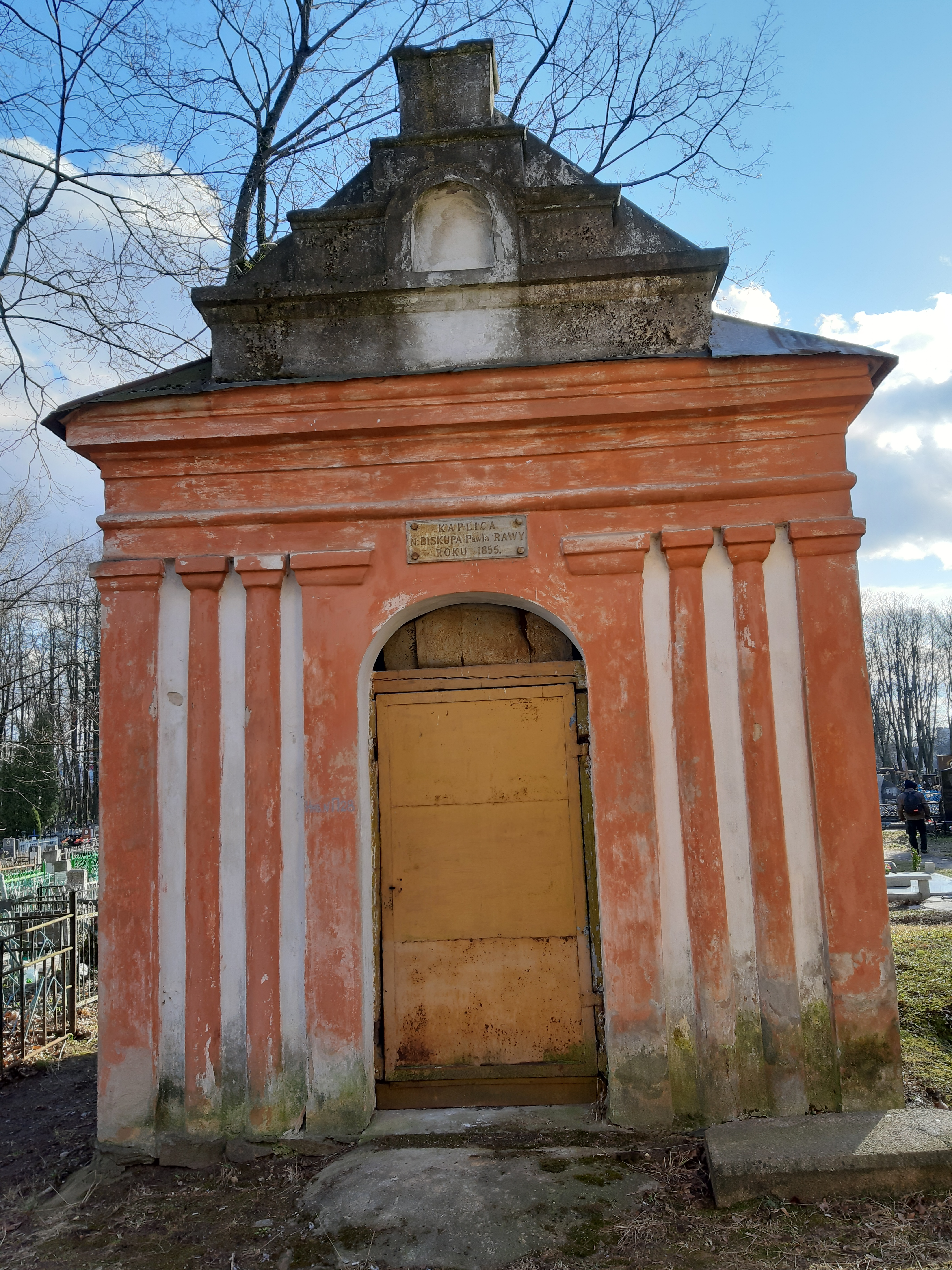
Главный фасад

Памятник архитектуры позднего классицизма (ампир). Кирпичная часовня прямоугольной формы под двускатной крышей. Фасад имеет арочный вход, украшенный пилястрами и полуколоннами между ними, завершён 4-ступенчатым фронтоном. Боковые плоские фасады имеют по одному полукруглому световому фонарю. Зал перекрыт сводом.